# Ricardo Salazar
Ricardo Salazar (Bakersfield, Californië, 6 september 1972) is een Amerikaans voetbalscheidsrechter. Hij werd in 2000 actief in de Major League Soccer.
Salazar is vanaf 2000 actief als scheidsrechter op nationaal niveau. Sinds dat jaar leidt hij wedstrijden in de Major League Soccer, de hoogste voetbalcompetitie van de Verenigde Staten en Canada. In 2007 stopte hij met zijn werk als verzekeringsmakelaar en ging hij fulltime fluiten. Een jaar daarvoor leidde hij zijn eerste interland, de vriendschappelijke wedstrijd tussen Mexico en Zuid-Korea (0-1). In deze wedstrijd deelde Salazar geen kaarten uit. Sindsdien floot hij onder andere vier wedstrijden in de CONCACAF Champions League, waarin hij vier rode kaarten uitdeelde, verspreid over twee wedstrijden. Ook werd hij in zowel 2007, 2008 en 2009 aangesteld als scheidsrechter bij een WK-kwalificatiewedstrijd. Tot op heden was hij de leidsman bij ruim 400 wedstrijden in de Major League Soccer.

## Interlands
| Datum             | Plaats          | Wedstrijd                 | Uitslag | Competitie           | Kreeg geel | Kreeg voor de tweede keer geel en dus rood | Weggestuurd |
| ----------------- | --------------- | ------------------------- | ------- | -------------------- | ---------- | ------------------------------------------ | ----------- |
| 16 februari 2006  | Los Angeles     | Mexico – Zuid-Korea       | 0 - 1   | Vriendschappelijk    | 0          | 0                                          | 0           |
| 18 oktober 2007   | Los Angeles     | Mexico – Guatemala        | 2 - 3   | Vriendschappelijk    | 4          | 2                                          | 2           |
| 15 oktober 2008   | San José        | Costa Rica – Haïti        | 2 – 0   | Kwalificatie WK 2010 | 2          | 0                                          | 0           |
| 30 september 2009 | Dallas          | Mexico – Colombia         | 1 – 2   | Vriendschappelijk    | 1          | 0                                          | 0           |
| 14 oktober 2009   | San Salvador    | El Salvador – Honduras    | 0 – 1   | Kwalificatie WK 2010 | 6          | 0                                          | 0           |
| 10 mei 2010       | Chicago         | Mexico – Senegal          | 1 – 0   | Vriendschappelijk    | 1          | 0                                          | 0           |
| 24 mei 2010       | Melbourne       | Australië – Nieuw-Zeeland | 2 – 1   | Vriendschappelijk    | 5          | 0                                          | 0           |
| 29 maart 2011     | San Diego       | Mexico – Venezuela        | 1 – 1   | Vriendschappelijk    | 3          | 0                                          | 0           |
| 29 mei 2011       | Washington      | El Salvador – Honduras    | 2 – 2   | Vriendschappelijk    | 5          | 0                                          | 0           |
| 29 februari 2012  | Los Angeles     | El Salvador – Estland     | 0 – 2   | Vriendschappelijk    | 0          | 0                                          | 0           |
| 27 mei 2012       | East Rutherford | Wales – Mexico            | 0 – 2   | Vriendschappelijk    | 1          | 0                                          | 0           |
| 2 juni 2012       | Washington      | El Salvador – Honduras    | 0 – 3   | Vriendschappelijk    | 4          | 0                                          | 1           |
| 17 april 2013     | San Francisco   | Peru – Mexico             | 0 – 0   | Vriendschappelijk    | 5          | 0                                          | 0           |
| 29 mei 2013       | Boca Raton      | Ecuador – Duitsland       | 2 – 4   | Vriendschappelijk    | 4          | 0                                          | 0           |
| 19 november 2013  | Houston         | Honduras – Ecuador        | 2 – 2   | Vriendschappelijk    | 2          | 0                                          | 2           |
| 7 juni 2014       | Miami           | Engeland – Honduras       | 0 – 0   | Vriendschappelijk    | 6          | 1                                          | 0           |
| 6 maart 2015      | Hamilton        | Bermuda – Grenada         | 2 – 2   | Vriendschappelijk    | 3          | 1                                          | 0           |
| 8 september 2015  | Dallas          | Argentinië – Mexico       | 2 – 2   | Vriendschappelijk    | 3          | 0                                          | 0           |